# 陳維春
陳維春（？—1616年），字宇偕，號如吉，江西南昌县艾溪人，明朝政治人物。

## 生平
萬曆十九年（1591年）辛卯科江西鄉試舉人。萬曆二十年（1592年），登壬辰科第三甲第一百四十四名進士。刑部觀政，六月考选翰林院庶吉士，二十二年九月授刑科給事中，差巡视皇城，二十三年差巡青，本年养病。二十六年五月復補吏科给事中，管庫藏，二十七年升刑科右，二十八年七月巡视京营，二十九年（1601年）八月因弹劾湖广税监陈奉，被贬贵州銅仁典史。歸里居十六年卒。天启二年追赠光禄寺少卿。

## 家族
曾祖陳充初；祖父陳光典，封编修，祀名宦；父陳棟，赞善。